# Антоніо Саландра
Антоніо Саландра (італ. Antonio Salandra; 13 серпня 1853, Троя — 9 грудня 1931, Рим) — італійський політик і державний діяч, очолював кабінет міністрів Італії з 21 березня 1914 року по 18 червня 1916 року.

## Біографія
Антоніо Саландра народився в Італії в муніципалітеті Троя 13 вересня 1853 року. Антоніо Саландра отримав прекрасну юридичну освіту, після чого став професором в Римському університеті Ла Сапієнца, де викладав адміністративне право. Як депутат від партії консерваторів, Саландра в 1886 році, був обраний до італійського парламенту. З 1899 року Саландра, протягом п'ятнадцяти років, працює в уряді Італії, де, в різних кабмінах, поміняв кілька міністерських постів. У березні 1914 року, після падіння уряду Джованні Джолітті Антоніо Саландра парламентською більшістю був призначений прем'єр-міністром Італії. На цій посаді, на відміну від свого попередника, виступав за участь Італії у Першій світовій війні на боці Антанти. Його позицію з цього питання поділяв міністр закордонних справ Сідней Сонніно. Після того як Австрія, союзник Італії у Троїстому союзі, відмовилася віддати Трентіно і Трієст як компенсацію за італійський нейтралітет, Саландра почав переговори з Антантою, яка виявилася більш поступливою. 26 квітня 1915 року було підписано секретну угоду про умови вступу Італії в Першу світову війну на боці Антанти. Зламавши опір «нейтралістів» в парламенті, Саландра 20 травня домагається виділення грошей на ведення війни. 23 травня Італія оголошує війну Австро-Угорщини. Очікування Саландра швидких успіхів зазнали краху. Більш того, навесні 1916 року, після успішного австрійського наступу в Трентіно, Саландра був змушений піти у відставку. Після Першої світової війни погляди Саландра зрушили далі вправо. У 1922 році він підтримав прихід до влади лідера фашистів Беніто Муссоліні. Незабаром він стає сенатором. Тим часом його академічна кар'єра тривала. Саландра став професором адміністративного права та адміністрування Римського університету, деканом юридичного факультету і членом Національної академії дей-Лінчей. Антоніо Саландра помер 9 грудня 1931 року в Римі, похований у родинному склепі на батьківщині.